# 王梓坤
王梓坤（1929年4月21日—），原名王森福，男，江西吉安人，生于湖南零陵，中国数学家，曾任北京师范大学校长，概率统计教授、博士生导师，中国科学院院士。

## 生平

### 家庭与早年
王梓坤出生于湖南零陵（永州）农村，祖籍江西吉安县固江镇，本名王森福，即“生福”之意。王森福的父亲王肇基只读过4年书，写得一手好字，是一个老实能干的商铺会计；母亲郭香娥是传统农村妇女，没读过书，脾气不太好。在吉安县固江小学就读前，王森福曾在湖南读过1年书。1936年，8岁的王森福随家人离开湖南，来到了靠近湖南的老家吉安县固江镇枫野村定居。“王梓坤”这个名字是他的小学老师王少诚给他取的。王梓坤记性出众，在固江小学第1年学习蒙学经典和《四书》时，背书又快又好，常被王少诚老师和其他长辈称赞。在吉安县固江小学就读的第2年，受过新式师范教育的王少诚老师改用新学教材，一个人开设了语文、算术、常识、音乐、美术和体育共6门课程。在农村长大的王森福家境贫寒，放过牛，砍过柴，衣服很旧，报考中学和报考大学的路费都是同学出钱资助的。1940年，王梓坤的父亲去世，家庭经济变得更加捉襟见肘了，当时王梓坤还在读小学。因为没钱交住宿费，王梓坤决定每天走10多里路去上学，其中包括5里多山路，来回一共是20多里。王梓坤带着竹棒出门，在上学路上曾遇到过几次豺狼，但都有惊无险。不管刮风下雨，王梓坤上学从未迟到过。因为当时许多农村人觉得读书只要会识字就行，读太多书没有用，加上家里非常困难，王梓坤每次和同学一起去参加升学考试都要瞒着母亲。

### 执教生涯
王梓坤1952年毕业于武汉大学数学力学系，获得学士学位。在获得北京大学硕士学位后，前往南开大学任教。在南开工作2年后，又被派往苏联学习。前往苏联前，王梓坤先在北京学习俄语，并听他人的建议，去中科院向数学家关肇直请教去苏联学什么数学方向比较合适。关肇直建议他去学习概率论，因为当时国内对概率论的研究还是一片空白。 在苏联时，王梓坤师从世界著名统计学家安德雷·柯尔莫哥洛夫，并获得副博士学位。
80年代初期，天津市委曾选拔王梓坤担任天津市副市长，但被他谢绝了1991年当选中国科学院信息技术科学部院士。1984年，被调往北京师范大学担任校长。1993年，王梓坤应聘到汕头大学工作，筹建了汕头大学数学研究所。

## 思想与风格
王梓坤是中国开展概率论前沿研究的先驱，又在国内数学学术圈内自成一派。
王梓坤认为书是读不完的，为了读出水平，必须做到“精于一”。王梓坤常对自己的研究生说：“别人知道的，你不知道，没有关系；别人不知道的，你却知道，你才有出息，有成就。”

## 著作

### 自著
- 王梓坤.  第3版. 北京师范大学出版社. 2007年. ISBN 9787303036325.

- 王梓坤.  共2卷 第3版. 北京师范大学出版社. 2010年. ISBN 9787303036318.

- 王梓坤, 杨向群. . 纯粹数学与应用数学专著 第2版. 科学出版社. 2005年. ISBN 7-03-014079-6.

- 王梓坤.  第1版. 北京师范大学出版社. 2005年. ISBN 9787303074907.

- 王梓坤. . 湖南科学技术出版社. 1999年. ISBN 7-5357-2517-1.

- 王梓坤. . 莺啼梦晓：科研方法与成才之路; 文史知识文库 典藏本. 中华书局. 2013年. ISBN 9787101083316.

### 译著
- E.希洛夫. . 俄罗斯数学教材选译系列. 王梓坤 (译者), 吴大任 (译者), 周学光 (译者), 金子瑜 (译者) 第2版. 高等教育出版社. 2013年 [1958年]. ISBN 9787040373417.

## 传记
- 陈竹如, 李争光. . 中外数学家传奇 第1版. 哈尔滨出版社. 2001. ISBN 7-80639-606-3.

## 引用与参考资料
1. 1 2  见陈竹如 2001，第1頁。
2. 1 2 3 4 5 6  . 北京师范大学官方网站.   [2016-10-01]. （原始内容存档于2017-03-05） （中文（中国大陆））.
3. ↑  见陈竹如 2001，第2頁。
4. ↑  见陈竹如 2001，第2-3頁。
5. 1 2  见陈竹如 2001，第10-11頁。
6. ↑  见陈竹如 2001，第6頁。
7. ↑  见陈竹如 2001，第13頁。
8. ↑  见陈竹如 2001，第15-16頁。
9. ↑  见陈竹如 2001，第20頁。
10. ↑  见陈竹如 2001，第29頁。
11. ↑  见陈竹如 2001，第32頁。
12. 1 2  见陈竹如 2001，第34頁。
13. ↑  见陈竹如 2001，第92-93頁。
14. ↑  见陈竹如 2001，第202頁。
15. ↑  见陈竹如 2001，第184頁。